# Bolívar (provincie van Ecuador)
Bolívar is een provincie in het midden van Ecuador, op de westelijke bergketen van de Andes. De hoofdstad van de provincie is Guaranda. Naar schatting zijn er 206.771 inwoners in 2018. De provincie is genoemd naar Simón Bolívar. 
Bolívar heeft een oppervlakte van 3.926 km² en behoort daarmee tot de kleinste provincies van Ecuador. Er zijn geen noemenswaardige hoogteverschillen, met uitzondering van de vulkaan Chimborazo, die gedeeltelijk in de provincie ligt.

## Kantons
De provincie is bestuurlijk onderverdeeld in zeven kantons. Achter elk kanton wordt de hoofdplaats genoemd.
| Nr. | Kanton     | Inwoners | Oppervlakte | Hoofdplaats | Inwoners |
| --- | ---------- | -------- | ----------- | ----------- | -------- |
| 1   | Caluma     | 15.607   | 175 km²     | Caluma      | 7.884    |
| 2   | Chillanes  | 19.802   | 655 km²     | Chillanes   | 3.251    |
| 3   | Chimbo     | 15.524   | 262 km²     | Chimbo      | 4.354    |
| 4   | Echeandía  | 14.654   | 230 km²     | Echeandía   | 7.138    |
| 5   | Guaranda   | 98.130   | 1.898 km²   | Guaranda    | 30.755   |
| 6   | Las Naves  | 7.012    | 147 km²     | Las Naves   | 1.984    |
| 7   | San Miguel | 28.349   | 570 km²     | San Miguel  | 8.806    |

| Detailkaart |
| ----------- |
|             |
| Kantons     |